# Kennedy River (vattendrag i Australien, Queensland, lat -14,94, long 144,29)
Kennedy River är ett vattendrag i Australien. Det ligger i delstaten Queensland, omkring 1 700 kilometer nordväst om delstatshuvudstaden Brisbane.
I omgivningarna runt Kennedy River växer huvudsakligen savannskog. Trakten runt Kennedy River är nära nog obefolkad, med mindre än två invånare per kvadratkilometer. Genomsnittlig årsnederbörd är 1 210 millimeter. Den regnigaste månaden är mars, med i genomsnitt 336 mm nederbörd, och den torraste är augusti, med 1 mm nederbörd.